# Belgische Küste
Koordinaten: 51° 15′ N, 2° 57′ O

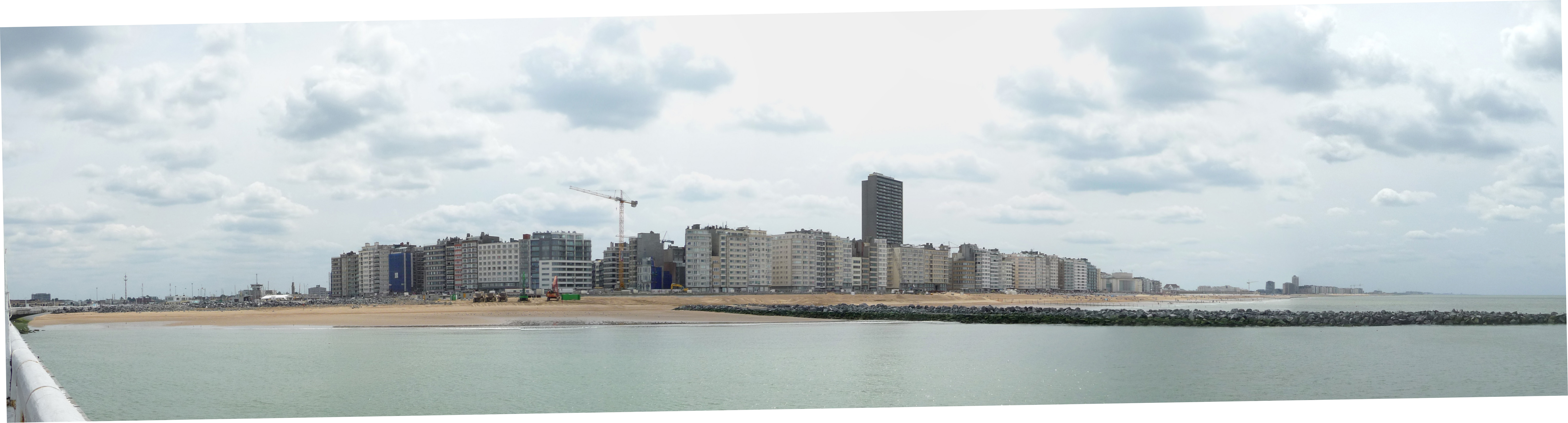
Panorama von Ostende

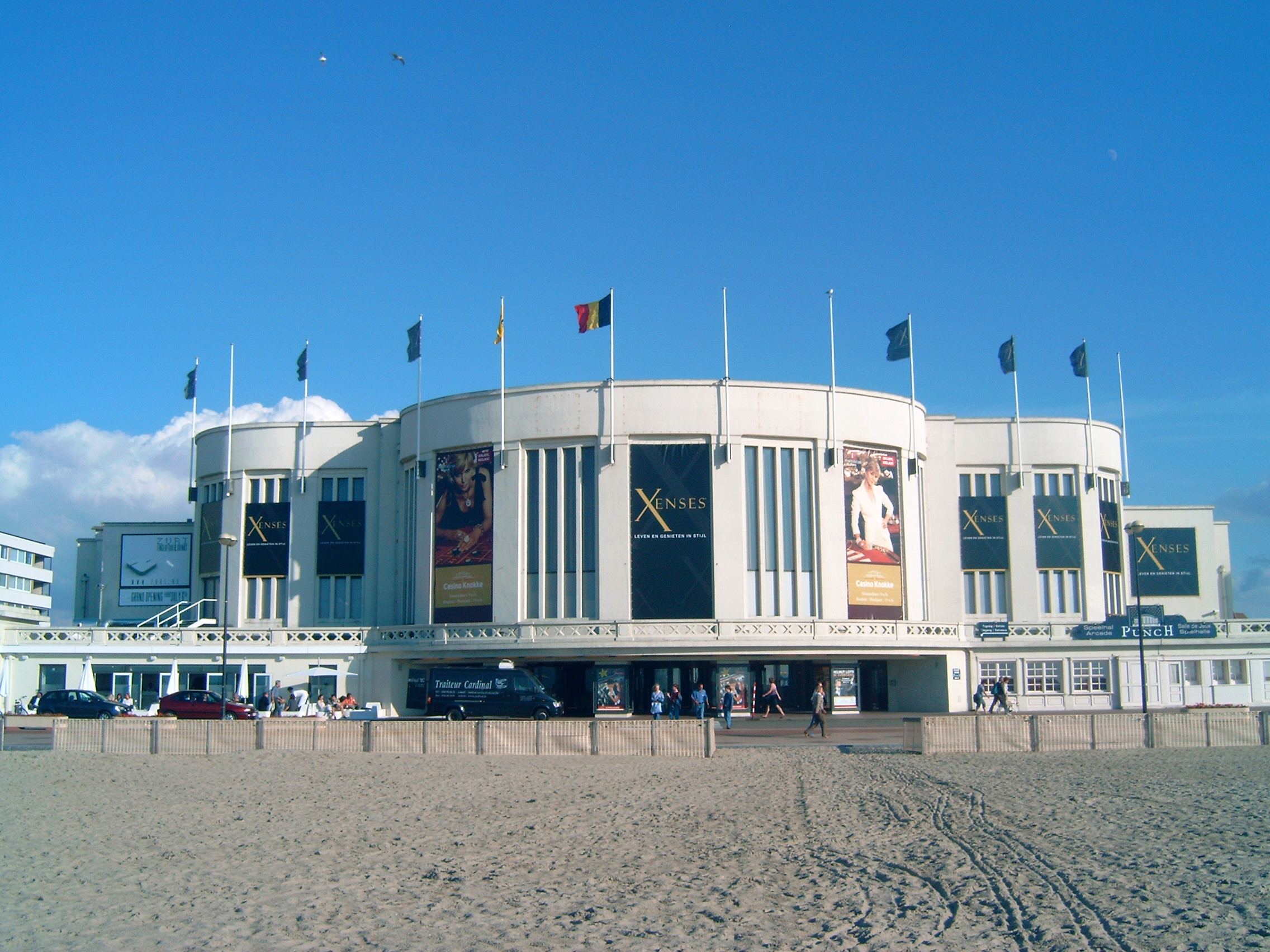
Casino in Knokke-Heist

Die belgische Küste (niederländisch Belgische kust, westflämisch Vlamsche Kust, französisch Côte belge) liegt an der Nordsee (Atlantischer Ozean). Administrativ zählt die gesamte Küste zur Provinz Westflandern in der niederländischsprachigen Region Flandern.

## Geographie
Die Küste Belgiens weist eine Länge von 65 Kilometern auf. Sie erstreckt sich im Westen von der belgisch-französischen Grenze bis zur belgisch-niederländischen Grenze gen Osten. Westlich grenzt die belgische Küste an die französische Gemeinde Bray-Dunes, im Osten an die niederländische Gemeinde Sluis. Bei günstigen Verhältnissen kann bei Ebbe die natürliche Grenze zwischen Belgien und den Niederlanden passiert werden.

### Küstengemeinden
Insgesamt liegen zehn Gemeinden unmittelbar am Meer. Der Strand der gesamten belgischen Küste ist sandig und fällt leicht zum Meer ab. Typisch für die belgische Küste (und für viele Städte in Belgien) ist die Aneinanderreihung von zahlreichen Hochhäusern an vielen Stränden. Obwohl die Küste Belgiens eine verhältnismäßig kleine Zahl an Orten umfasst, haben diese unterschiedliche Ausstrahlungen und weisen unterschiedliche Gegebenheiten auf, beispielsweise hinsichtlich der Sozial- und Infrastruktur (z. B. Angebot an Geschäften). Daher ziehen die einzelnen Küstenorte bestimmte Gästegruppen an, beispielsweise Knokke-Heist vornehmlich die gehobenere Bevölkerungsschicht. So ist Knokke-Heist als mondänster Badeort Belgiens mit internationaler Ausstrahlung sowie Läden und Restaurants des gehobenen Niveaus bekannt. Zudem wartet Knokke-Heist mit einem vielfältigen kulturellen Angebot, z. B. 50 Galerien und zahlreiche Festivals, auf. Ostende ist die bevölkerungsreichste Stadt an der Küste und galt einst als „Königin der Seebäder“. Als einzige Küstengemeinde Belgiens verfügt Bredene über einen Strand für Freikörperkultur. Das größte zusammenhängende Dünengebiet an der belgischen Küste, das mitunter „flämische Sahara“ genannt wird, befindet sich in De Panne.
Die bevölkerungsreichsten Städte sind mit großem Abstand Brügge (nld. Brugge, 119.869 Einwohner) und Ostende (nld. Oostende, 72.586 Einwohner); die einwohnerkleinsten Gemeinden sind De Panne (11.021 Einwohner) und Nieuwpoort (11.455 Einwohner). Nachfolgend sind alle zehn eigenständigen Gemeinden mit ihren Einwohnerzahlen aufgelistet, die zur belgischen Küste zählen und unmittelbar an die Nordsee grenzen.
| Wappen                           | Gemeindename (niederländisch) | Gemeindename (französisch) | Einwohner (2024) | Küstenabschnitt |
| -------------------------------- | ----------------------------- | -------------------------- | ---------------- | --------------- |
| Wappen der Gemeinde De Panne     | De Panne                      | La Panne                   | 11.021           | Westküste       |
| Wappen der Gemeinde Koksijde     | Koksijde                      | Coxyde                     | 21.546           | Westküste       |
| Wappen der Gemeinde Nieuwpoort   | Nieuwpoort                    | Nieuport                   | 11.455           | Westküste       |
| Wappen der Gemeinde Middelkerke  | Middelkerke                   | Middelkerke                | 19.855           | Mittelküste     |
| Wappen der Stadt Ostende         | Oostende                      | Ostende                    | 72.586           | Mittelküste     |
| Wappen der Gemeinde Bredene      | Bredene                       | Bredene                    | 18.180           | Mittelküste     |
| Wappen der Gemeinde De Haan      | De Haan                       | Le Coq                     | 12.718           | Mittelküste     |
| Wappen der Gemeinde Blankenberge | Blankenberge                  | Blankenberghe              | 20.559           | Ostküste        |
| Wappen der Gemeinde Brügge       | Brugge 1                      | Bruges                     | 119.869          | Ostküste        |
| Wappen der Gemeinde Knokke-Heist | Knokke-Heist                  | Knokke-Heist 2             | 32.514           | Ostküste        |
| —                                | Gesamt (10)                   | Gesamt (10)                | 340.303          | —               |

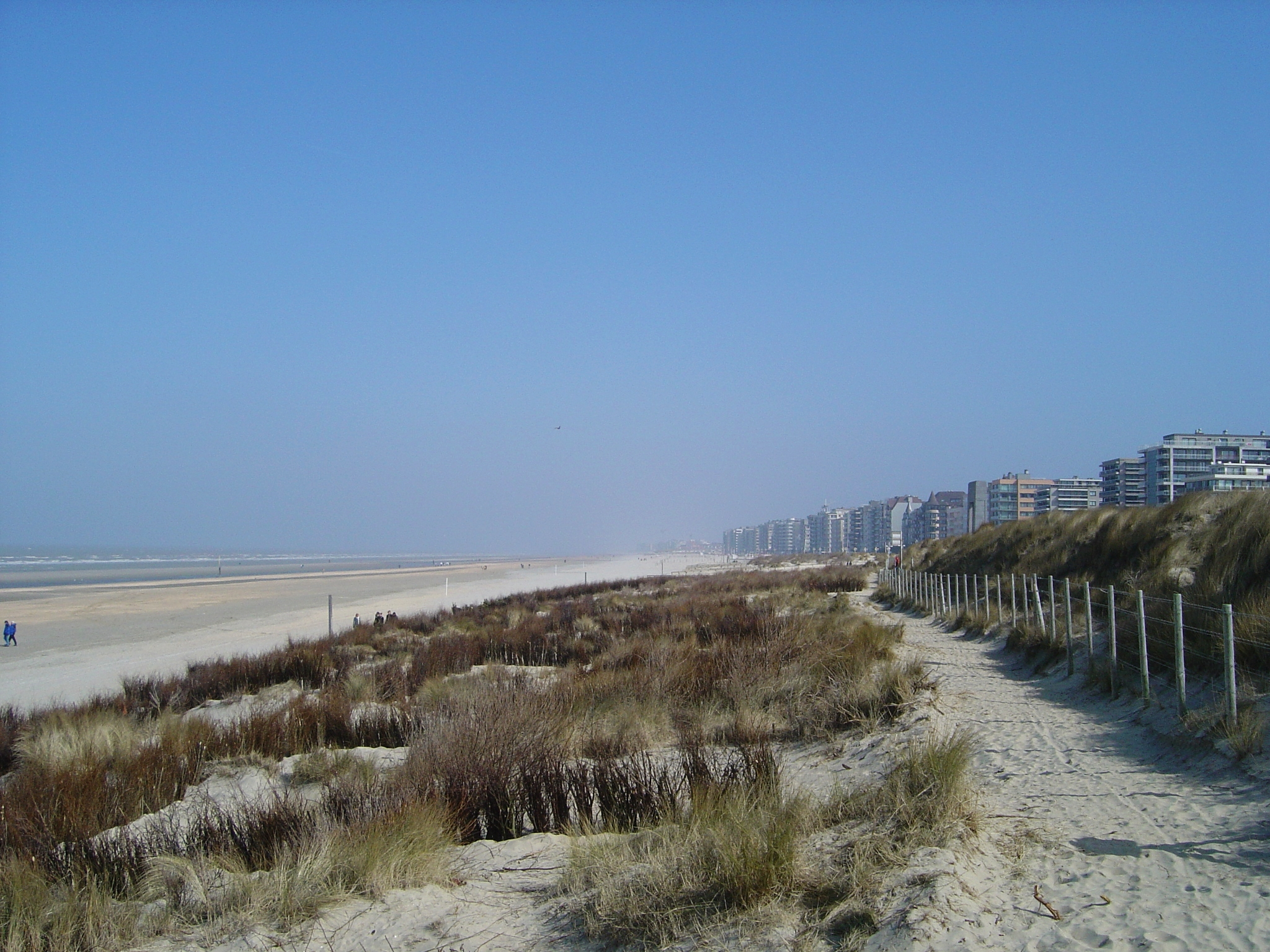
De Panne: Strand
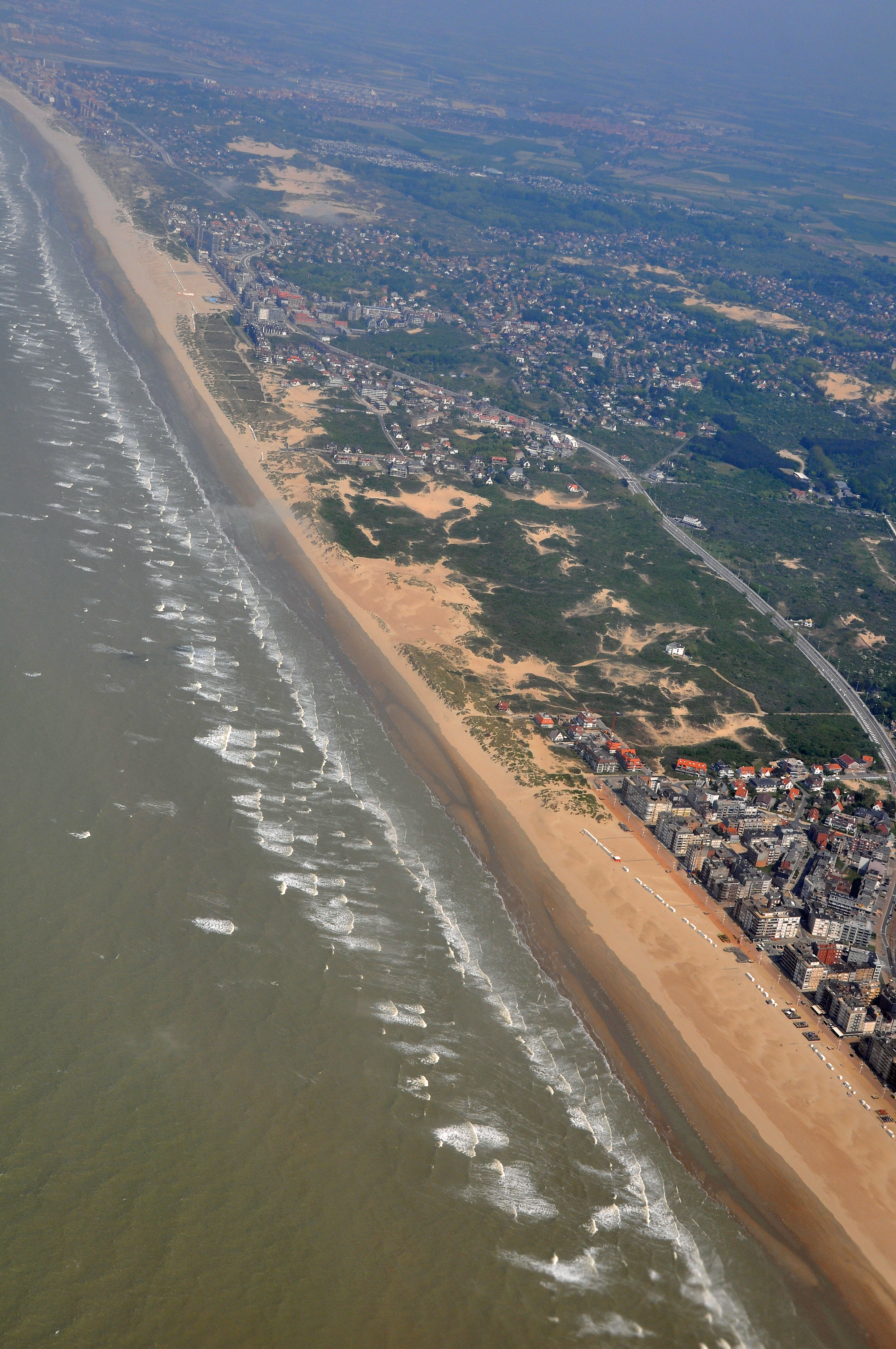
Koksijde: Luftansicht von Koksijde und Oostduinkerke
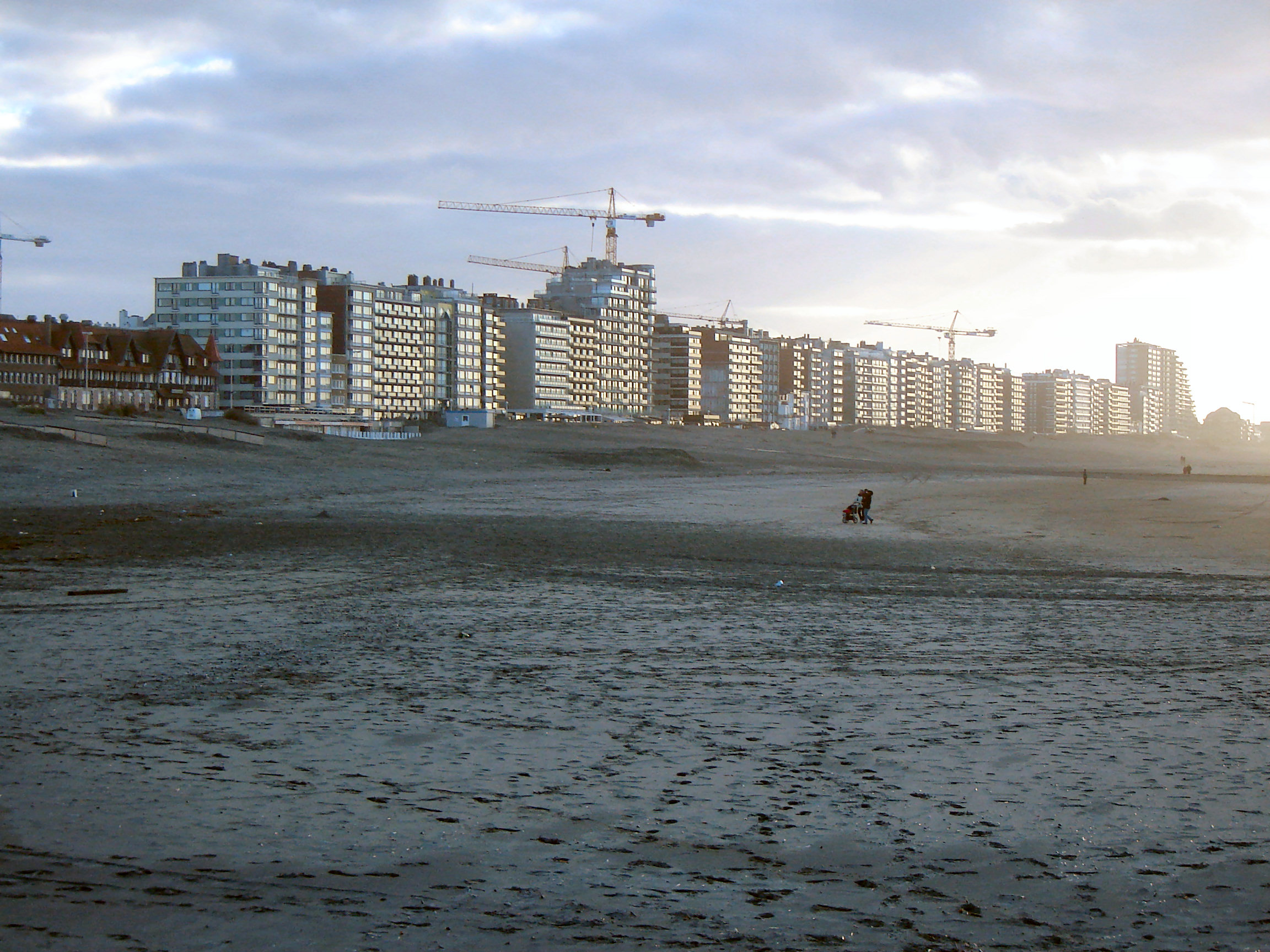
Nieuwpoort: Strand
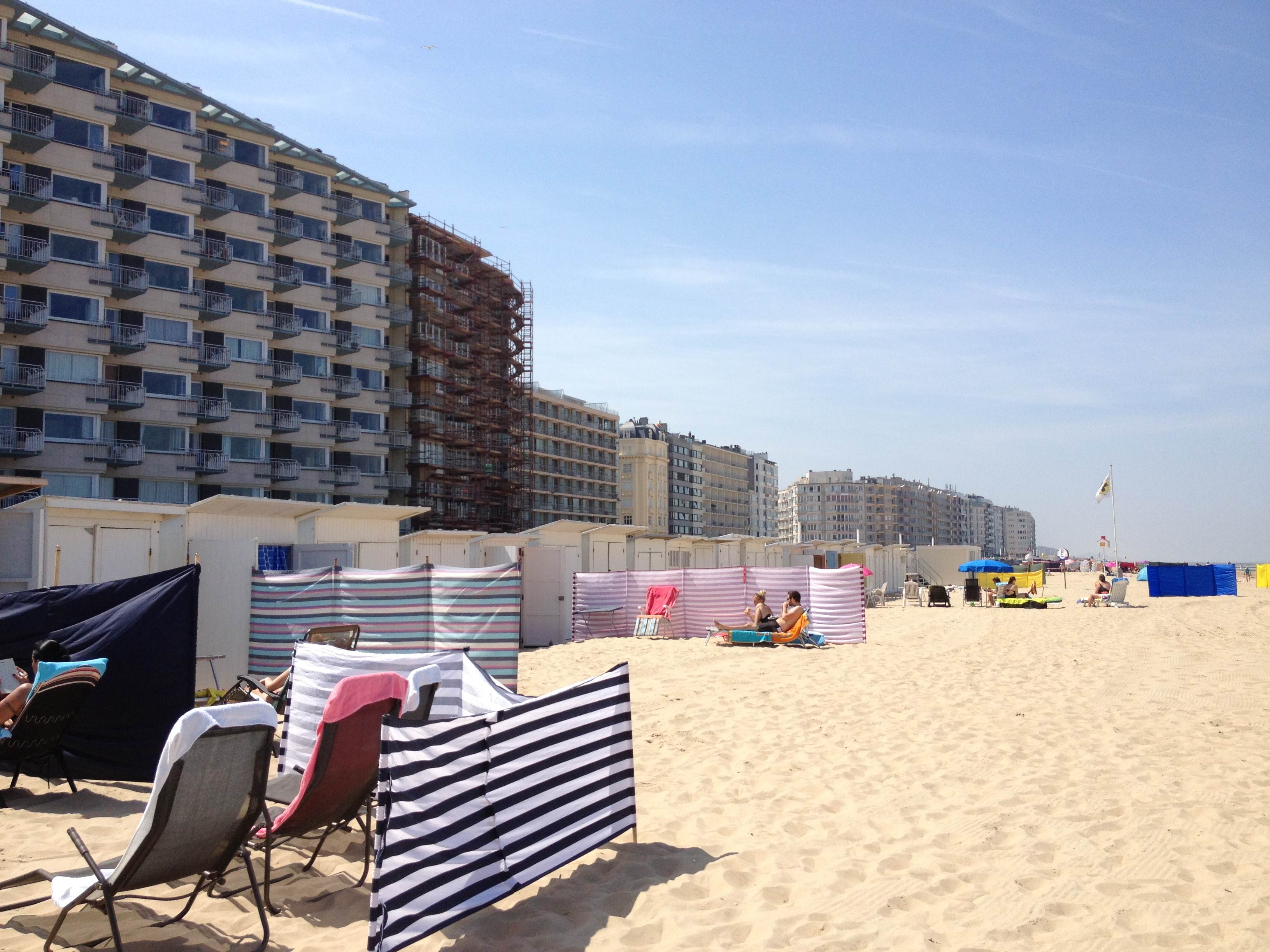
Middelkerke: Strand
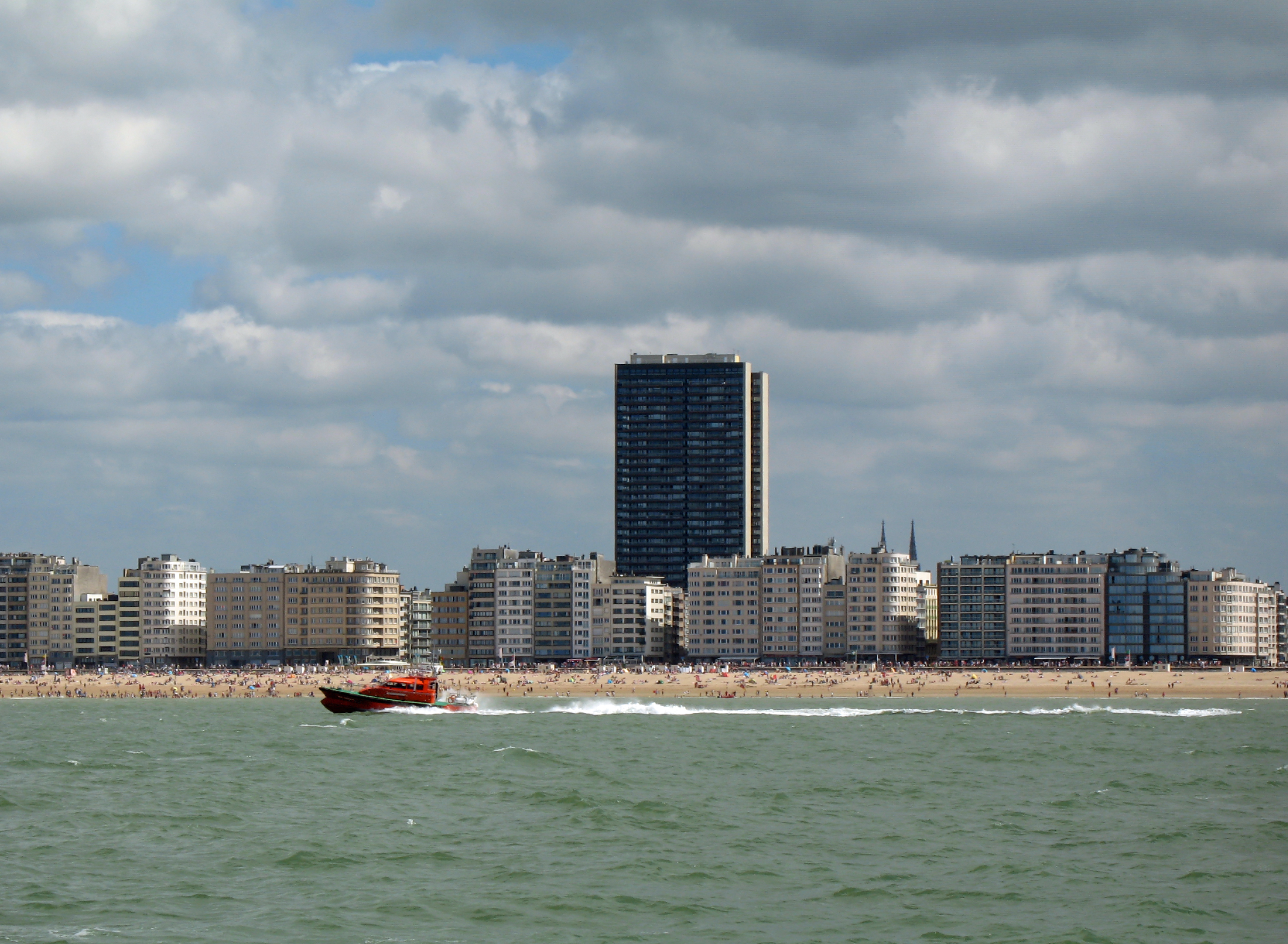
Ostende: Blick auf den Strand und die Hochhäuser
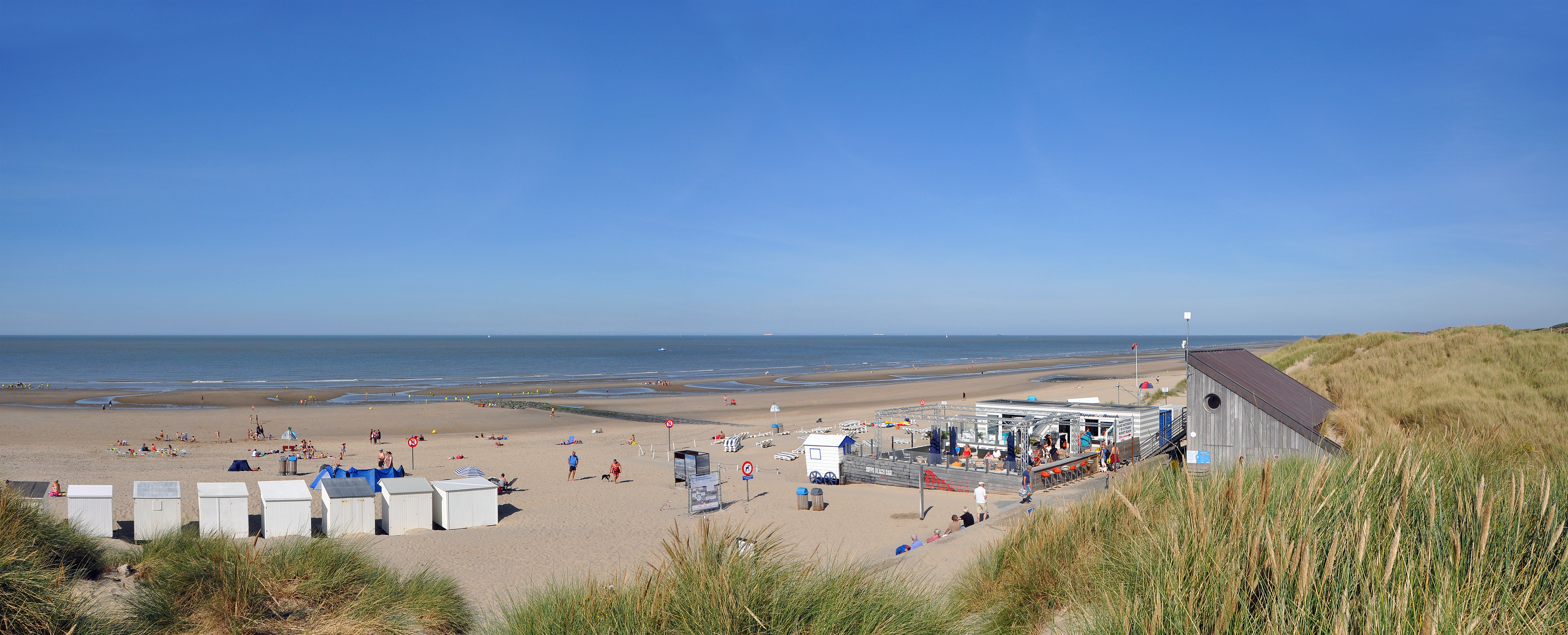
Bredene: Strand
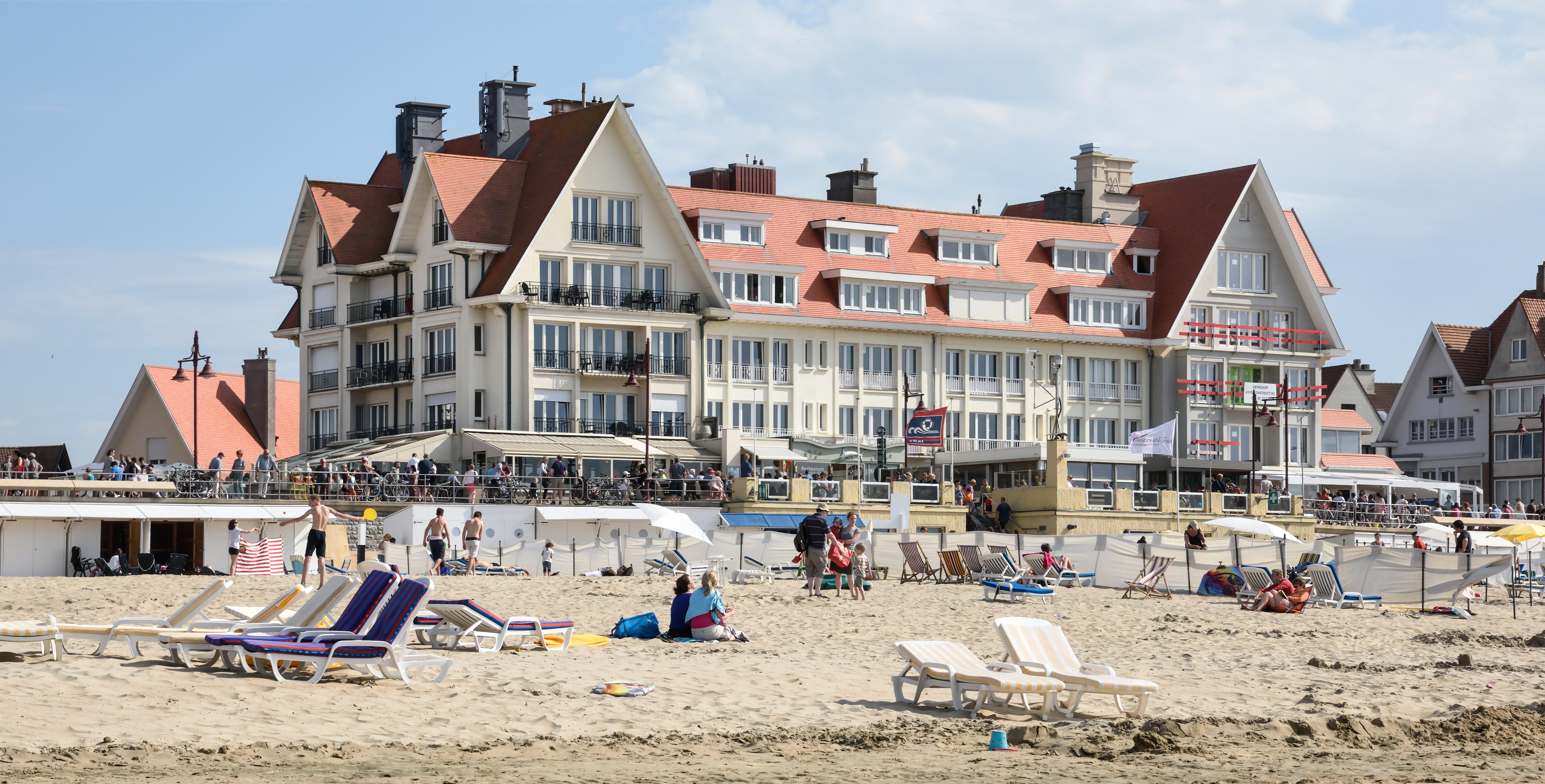
De Haan: Strand
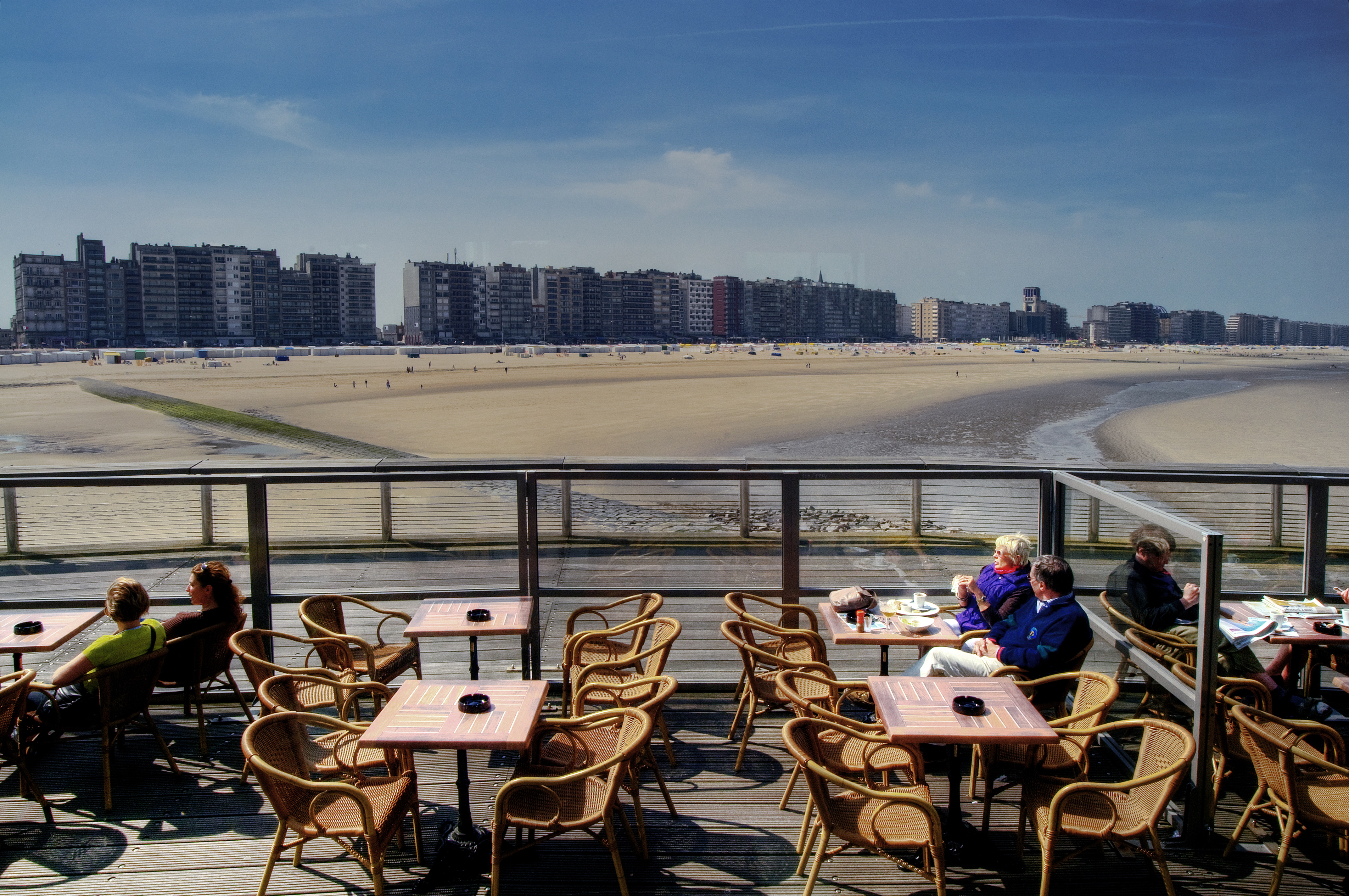
Blankenberge: Blick auf den Strand, den Pier und die Hochhäuser
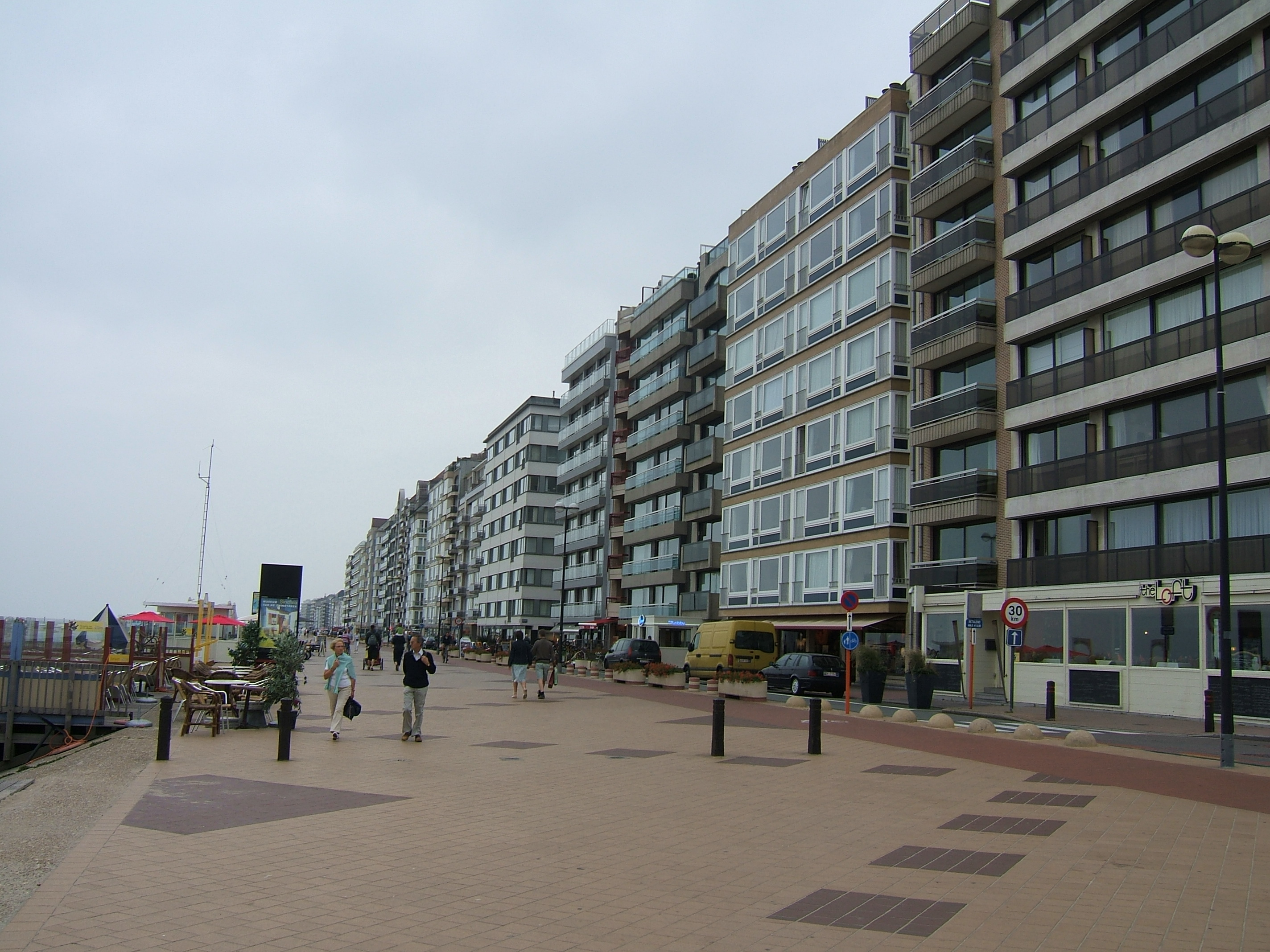
Knokke-Heist: Promenade am Strand

## Verkehr

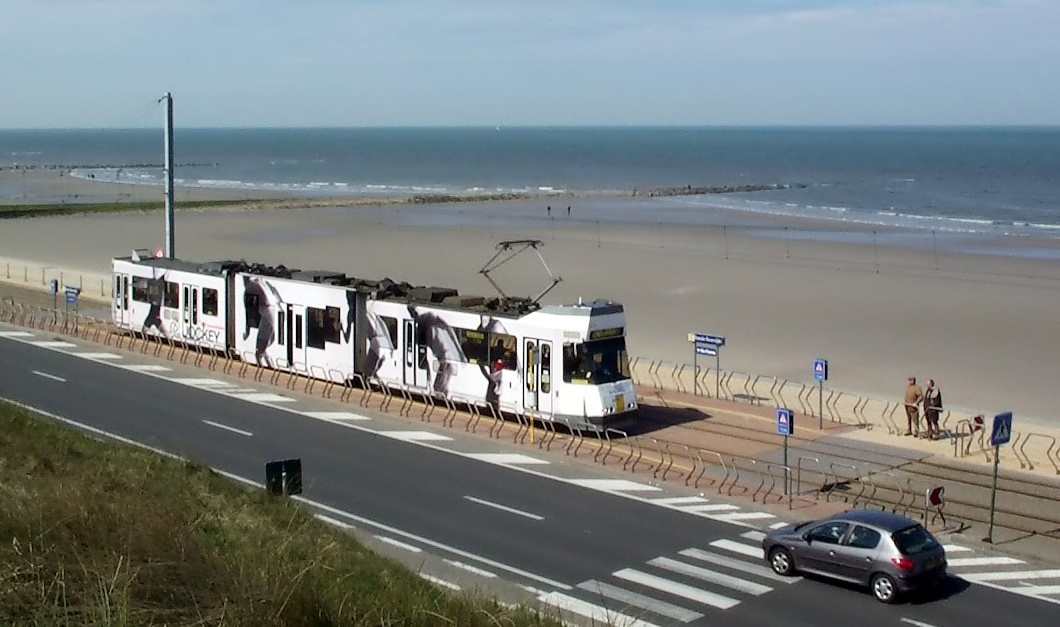
Kusttram in Ostende

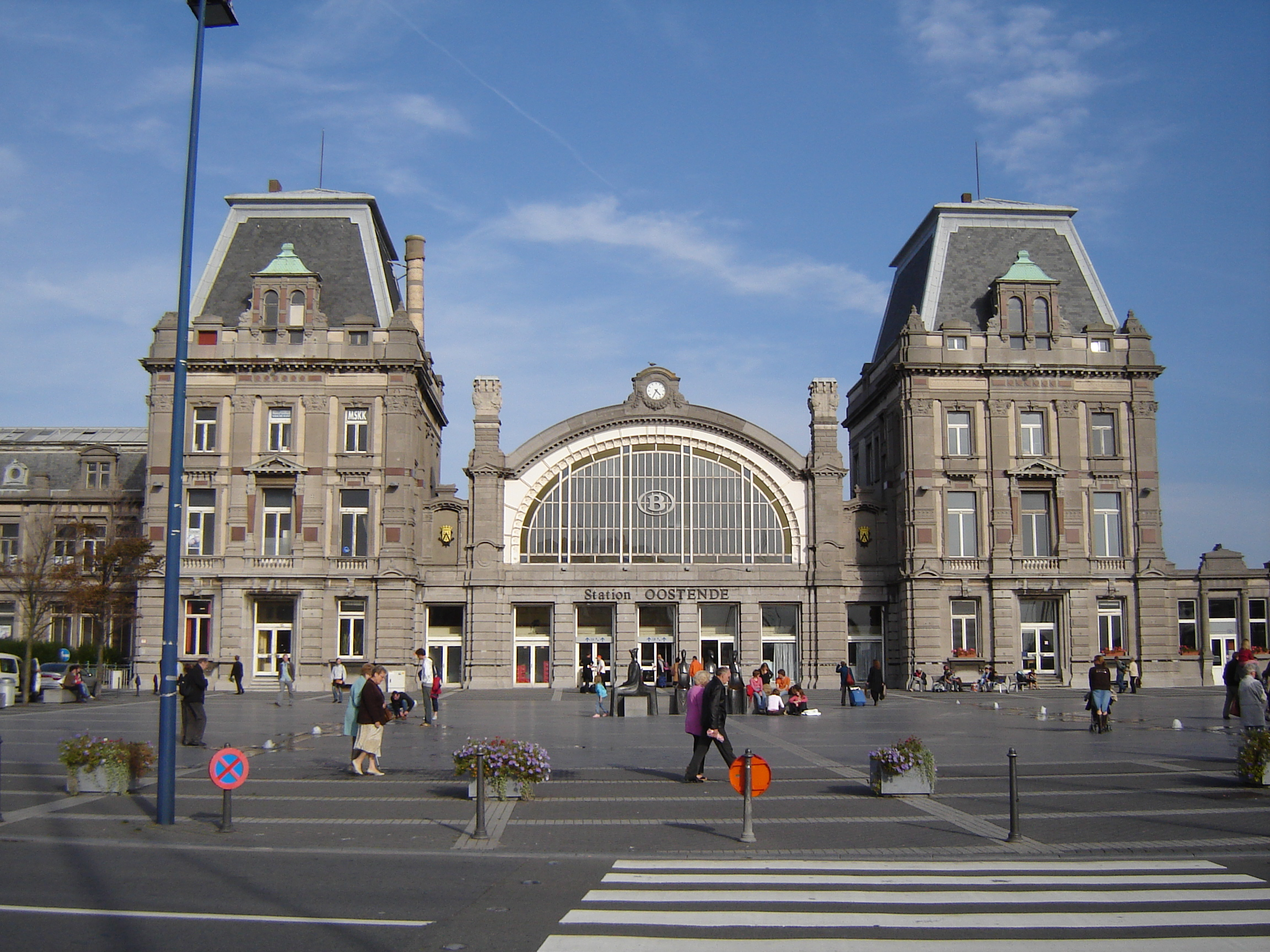
Bahnhof Ostende

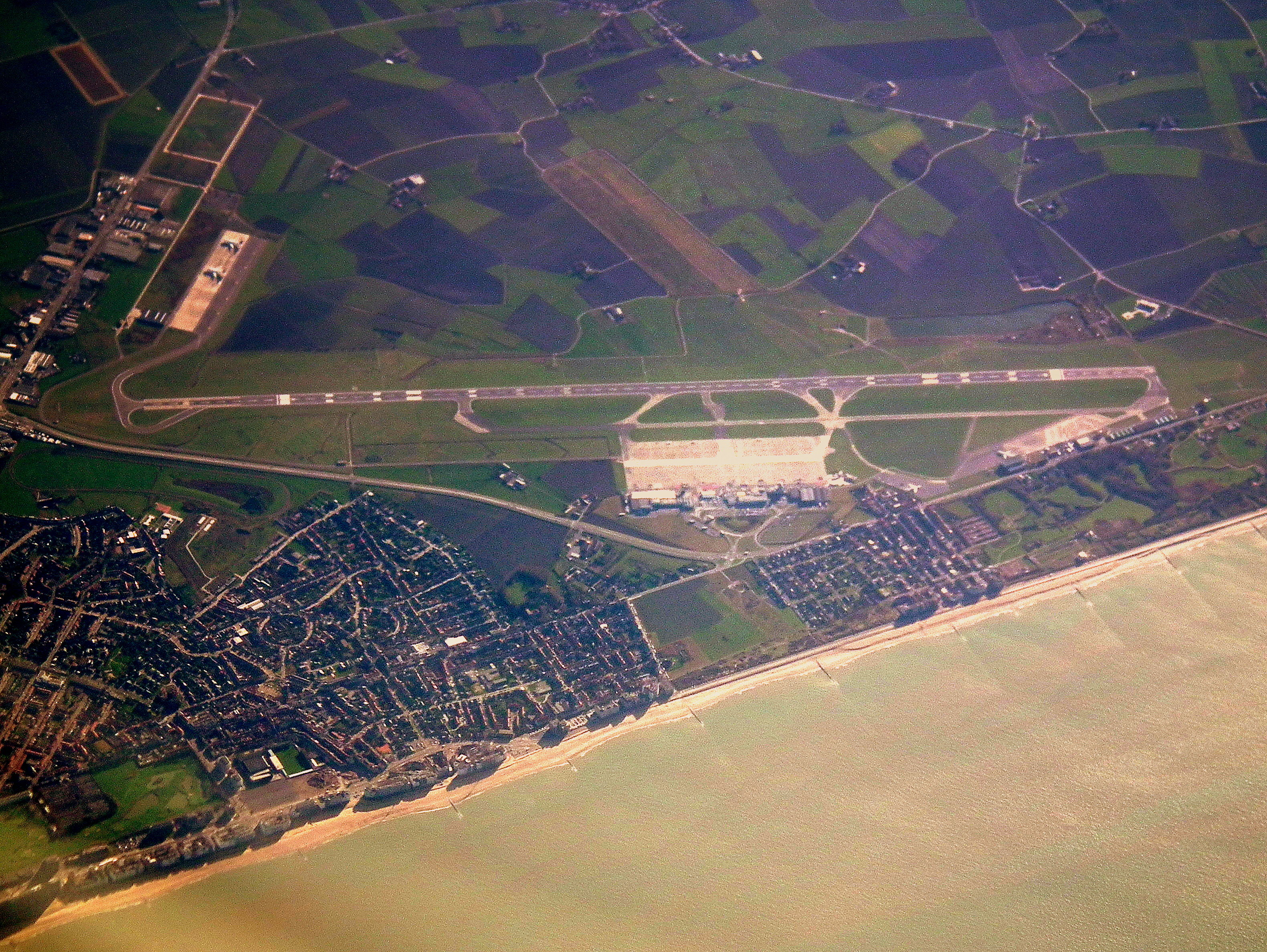
Der unweit vom Meer gelegene Flughafen Ostende-Brügge

Das Meer Belgiens ist verkehrstechnisch per Flugzeug, Bahn, Kraftfahrzeug und Schiff gut erschlossen. Der Flughafen Ostende-Brügge (Internationale Luchthaven Oostende-Brugge) liegt in der Gemarkung Ostende, 700 Meter Luftlinie vom Strand entfernt. Mit dem Kraftfahrzeug sind die Küstenorte über die Autobahnen 10, 11 und 18 erreichbar.
Insgesamt führen sechs Bahnlinien der Nationalen Gesellschaft der Belgischen Eisenbahnen (NMBS/SNCB) zu verschiedenen Orten an der Küste. Der Bahnhof Ostende ist der bedeutendste für die gesamte belgische Küste. Weitere Bahnhöfe, die sich auf den Gemarkungen der Küstengemeinden befinden, sind: De Panne, Koksijde (beide Linie 73), Blankenberge (Linie 51), Lissewege (51A und 51A/1), Zeebrugge-Strand (51A), Zeebrugge-Dorp (51A/1), Heist, Duinbergen und in Knokke (alle drei Linie 51B). Eine verkehrstechnische Besonderheit ist die Anbindung aller Küstengemeinden mittels Überlandstraßenbahn, der sogenannten Kusttram. Als längste Straßenbahnlinie der Welt bedient die Kusttram auf einer Länge von 67 Kilometern insgesamt 67 Haltestellen und fährt größtenteils parallel zum Strand, teilweise an den Durchfahrtsstraßen der Gemeinden entlang und zum Teil durch dichter bebaute Innenstädte.
Im Übrigen befinden sich an der Küste vier Häfen (Brügge-Zeebrugge, Ostende, Blankenberge und Nieuwpoort). Der wichtigste Hafen befindet sich in Zeebrugge, der zugleich ein Fischer-, Freizeit- und Militärhafen ist. Zudem fahren von Zeebrugge Fähren Richtung Großbritannien. Der Hafen in Ostende dient der Fischerei. Über Freizeithäfen verfügen die Gemeinden Blankenberge und Nieuwpoort.

## Veranstaltungen
Zu den bekannten Ereignissen an der belgischen Küste zählt u. a. das Internationale Feuerwerkfestival Knokke-Heist (niederländisch Internationaal vuurwerkfestival Knokke-Heist) an der Strandpromenade, bei dem im Sommer täglich über mehrere Tage für etwa 30 Minuten Lieder verschiedener Musikrichtungen zum Feuerwerk synchron abgespielt werden. Auch ist der Zoute Grand Prix in Knokke-Heist bekannt, ein Festival für teure nostalgische und zeitgemäße Automobile.